# Cadre-47/2-Europameisterschaft 1997

Logo CEB (ausrichtender Verband)

Veranstaltungsort: Lille

Die Cadre-47/2-Europameisterschaft 1997 war das 52. Turnier in dieser Disziplin des Karambolagebillards und fand vom 9. bis zum 13. April 1997 in Lille statt. Es war die 14. Cadre-47/2-Europameisterschaft in Frankreich.

## Geschichte
Nach seinen EM-Titeln im Einband (1992) und im Cadre 47/1 (1993) gewann der Essener Fabian Blondeel seinen dritten Titel. Ungeschlagen war sein Sieg verdient vor dem Belgier Philippe Deraes. Den besten Durchschnitt spielte der Franzose Brahim Djoubri, der mit Ex-Europameister Piet Adrichem gemeinsam Dritter wurde.

## Modus
Gespielt wurden zwei Vorqualifikationen. Die erste mit 7 Gruppen à 3 Spielern (eine Gruppe mit zwei Spielern), danach eine zweite Vorqualifikation mit 7 Gruppen à 3 Spielern. Hier wurde jeweils bis 200 Punkte gespielt. Dann gab es eine Hauptqualifikation mit 7 Gruppen à 3 Spielern. Hier wurde bis 250 Punkte gespielt. Davon qualifizierten sich die sieben Gruppensieger für das Hauptturnier. Es wurden zwei Gruppen à vier Spieler gebildet. Die beiden Gruppenbesten qualifizierten sich für die KO-Runde. Hier wurde bis 300 Punkte gespielt. Platz drei wurde nicht ausgespielt.
Die Qualifikationsgruppen wurden nach Rangliste gesetzt. Es gab außer dem Titelverteidiger keine gesetzten Spieler mehr für das Hauptturnier.
1. MP = Matchpunkte
2. GD = Generaldurchschnitt
3. HS = Höchstserie

## Qualifikation
| MP    | Match Points (Sieger = 2; Unentschieden = 1; Verlierer = 0) |
| Pkte. | Erzielte Karambolagen                                       |
| Aufn. | Benötigte Versuche                                          |
| GD    | Generaldurchschnitt                                         |
| BED   | Bester Einzeldurchschnitt eines Spielers                    |
| HS    | Höchstserie                                                 |
|       | Bester GD des Turniers                                      |
|       | Bester ED des Turniers                                      |
|       | Beste HS des Turniers                                       |
|       | 1. Platz (Gold)                                             |
|       | 2. Platz (Silber)                                           |
|       | 3. Platz (Bronze)                                           |

### Vor-Vor-Qualifikation
| Abschlusstabelle Gruppe A | Abschlusstabelle Gruppe A | Abschlusstabelle Gruppe A | Abschlusstabelle Gruppe A | Abschlusstabelle Gruppe A | Abschlusstabelle Gruppe A | Abschlusstabelle Gruppe A | Abschlusstabelle Gruppe A | Abschlusstabelle Gruppe A |
| Platz                     | Name                      | MP                        | Pkte                      | Aufn.                     | GD                        | BED                       | HS                        |                           |
| ------------------------- | ------------------------- | ------------------------- | ------------------------- | ------------------------- | ------------------------- | ------------------------- | ------------------------- | ------------------------- |
| 1                         | Freek Ottenhof            | 4:0                       | 400                       | 6                         | 66,66                     | 66,66                     | 169                       |                           |
| 2                         | Jérémie Picart            | 2:2                       | 249                       | 15                        | 16,60                     | 16,66                     | 84                        |                           |
| 3                         | Jean-Jacques Pernel       | 0:4                       | 199                       | 15                        | 13,26                     | –                         | 54                        |                           |

| Abschlusstabelle Gruppe B | Abschlusstabelle Gruppe B | Abschlusstabelle Gruppe B | Abschlusstabelle Gruppe B | Abschlusstabelle Gruppe B | Abschlusstabelle Gruppe B | Abschlusstabelle Gruppe B | Abschlusstabelle Gruppe B | Abschlusstabelle Gruppe B |
| Platz                     | Name                      | MP                        | Pkte                      | Aufn.                     | GD                        | BED                       | HS                        |                           |
| ------------------------- | ------------------------- | ------------------------- | ------------------------- | ------------------------- | ------------------------- | ------------------------- | ------------------------- | ------------------------- |
| 1                         | Patrick Dupont            | 4:0                       | 400                       | 8                         | 50,00                     | 66,66                     | 173                       |                           |
| 2                         | Martien van Beerschoten   | 2:2                       | 254                       | 15                        | 16,93                     | 16,66                     | 50                        |                           |
| 3                         | Eric Bienaime             | 0:4                       | 134                       | 17                        | 7,88                      | –                         | 41                        |                           |

| Abschlusstabelle Gruppe C | Abschlusstabelle Gruppe C | Abschlusstabelle Gruppe C | Abschlusstabelle Gruppe C | Abschlusstabelle Gruppe C | Abschlusstabelle Gruppe C | Abschlusstabelle Gruppe C | Abschlusstabelle Gruppe C | Abschlusstabelle Gruppe C |
| Platz                     | Name                      | MP                        | Pkte                      | Aufn.                     | GD                        | BED                       | HS                        |                           |
| ------------------------- | ------------------------- | ------------------------- | ------------------------- | ------------------------- | ------------------------- | ------------------------- | ------------------------- | ------------------------- |
| 1                         | Fabio Venditelli          | 4:0                       | 400                       | 29                        | 13,79                     | 28,57                     | 125                       |                           |
| 2                         | Ferdinand Polman          | 2:2                       | 366                       | 28                        | 13,07                     | 33,33                     | 89                        |                           |
| 3                         | Hervé Famchon             | 0:4                       | 223                       | 13                        | 17,15                     | –                         | 92                        |                           |

| Abschlusstabelle Gruppe D | Abschlusstabelle Gruppe D | Abschlusstabelle Gruppe D | Abschlusstabelle Gruppe D | Abschlusstabelle Gruppe D | Abschlusstabelle Gruppe D | Abschlusstabelle Gruppe D | Abschlusstabelle Gruppe D | Abschlusstabelle Gruppe D |
| Platz                     | Name                      | MP                        | Pkte                      | Aufn.                     | GD                        | BED                       | HS                        |                           |
| ------------------------- | ------------------------- | ------------------------- | ------------------------- | ------------------------- | ------------------------- | ------------------------- | ------------------------- | ------------------------- |
| 1                         | Jacky Lasvaux             | 2:2                       | 375                       | 42                        | 8,92                      | 13,33                     | 57                        |                           |
| 2                         | Otto Truska               | 2:2                       | 301                       | 37                        | 8,13                      | 9,09                      | 37                        |                           |
| 3                         | Franck Vandenheede        | 2:2                       | 365                       | 49                        | 7,44                      | 7,40                      | 40                        |                           |

| Abschlusstabelle Gruppe E | Abschlusstabelle Gruppe E | Abschlusstabelle Gruppe E | Abschlusstabelle Gruppe E | Abschlusstabelle Gruppe E | Abschlusstabelle Gruppe E | Abschlusstabelle Gruppe E | Abschlusstabelle Gruppe E | Abschlusstabelle Gruppe E |
| Platz                     | Name                      | MP                        | Pkte                      | Aufn.                     | GD                        | BED                       | HS                        |                           |
| ------------------------- | ------------------------- | ------------------------- | ------------------------- | ------------------------- | ------------------------- | ------------------------- | ------------------------- | ------------------------- |
| 1                         | Peter Volleberg           | 4:0                       | 400                       | 11                        | 36,36                     | 40,00                     | 107                       |                           |
| 2                         | Paul Couespel             | 2:2                       | 320                       | 15                        | 21,33                     | 22,22                     | 113                       |                           |
| 3                         | David Jacquet             | 0:4                       | 44                        | 14                        | 3,14                      | –                         | 26                        |                           |

| Abschlusstabelle Gruppe F | Abschlusstabelle Gruppe F | Abschlusstabelle Gruppe F | Abschlusstabelle Gruppe F | Abschlusstabelle Gruppe F | Abschlusstabelle Gruppe F | Abschlusstabelle Gruppe F | Abschlusstabelle Gruppe F | Abschlusstabelle Gruppe F |
| Platz                     | Name                      | MP                        | Pkte                      | Aufn.                     | GD                        | BED                       | HS                        |                           |
| ------------------------- | ------------------------- | ------------------------- | ------------------------- | ------------------------- | ------------------------- | ------------------------- | ------------------------- | ------------------------- |
| 1                         | Dirk Peßarra              | 4:0                       | 400                       | 18                        | 22,22                     | 28,57                     | 96                        |                           |
| 2                         | Jean Francois Florent     | 2:2                       | 379                       | 20                        | 18,95                     | 22,22                     | 78                        |                           |
| 3                         | Joël Defretin             | 0:4                       | 112                       | 16                        | 7,00                      | –                         | 31                        |                           |

| Abschlusstabelle Gruppe G | Abschlusstabelle Gruppe G | Abschlusstabelle Gruppe G | Abschlusstabelle Gruppe G | Abschlusstabelle Gruppe G | Abschlusstabelle Gruppe G | Abschlusstabelle Gruppe G | Abschlusstabelle Gruppe G | Abschlusstabelle Gruppe G |
| Platz                     | Name                      | MP                        | Pkte                      | Aufn.                     | GD                        | BED                       | HS                        |                           |
| ------------------------- | ------------------------- | ------------------------- | ------------------------- | ------------------------- | ------------------------- | ------------------------- | ------------------------- | ------------------------- |
| 1                         | Thomas Nockemann          | 3:1                       | 400                       | 4                         | 100,00                    | 200,00                    | 200                       |                           |
| 2                         | Jean Arnaud               | 2:2                       | 360                       | 13                        | 27,69                     | 16,66                     | 160                       |                           |
| 3                         | Christophe Duval          | 1:3                       | 328                       | 15                        | 21,86                     | 66,66                     | 123                       |                           |

| Abschlusstabelle Gruppe H | Abschlusstabelle Gruppe H | Abschlusstabelle Gruppe H | Abschlusstabelle Gruppe H | Abschlusstabelle Gruppe H | Abschlusstabelle Gruppe H | Abschlusstabelle Gruppe H | Abschlusstabelle Gruppe H | Abschlusstabelle Gruppe H |
| Platz                     | Name                      | MP                        | Pkte                      | Aufn.                     | GD                        | BED                       | HS                        |                           |
| ------------------------- | ------------------------- | ------------------------- | ------------------------- | ------------------------- | ------------------------- | ------------------------- | ------------------------- | ------------------------- |
| 1                         | Fabien Canonne            | 4:0                       | 400                       | 23                        | 17,39                     | 28,57                     | 79                        |                           |
| 2                         | Hugues Delgove            | 0:4                       | 172                       | 23                        | 7,47                      | –                         | 36                        |                           |

### Vor-Qualifikation
| Abschlusstabelle Gruppe A | Abschlusstabelle Gruppe A | Abschlusstabelle Gruppe A | Abschlusstabelle Gruppe A | Abschlusstabelle Gruppe A | Abschlusstabelle Gruppe A | Abschlusstabelle Gruppe A | Abschlusstabelle Gruppe A | Abschlusstabelle Gruppe A |
| Platz                     | Name                      | MP                        | Pkte                      | Aufn.                     | GD                        | BED                       | HS                        |                           |
| ------------------------- | ------------------------- | ------------------------- | ------------------------- | ------------------------- | ------------------------- | ------------------------- | ------------------------- | ------------------------- |
| 1                         | Marek Faus                | 2:2                       | 227                       | 11                        | 20,63                     | 25,00                     | 72                        |                           |
| 2                         | Freek Ottenhof            | 2:2                       | 385                       | 25                        | 15,40                     | 11,76                     | 99                        |                           |
| 3                         | Patrick Dupont            | 2:2                       | 237                       | 20                        | 11,85                     | 66,66                     | 159                       |                           |

| Abschlusstabelle Gruppe B | Abschlusstabelle Gruppe B | Abschlusstabelle Gruppe B | Abschlusstabelle Gruppe B | Abschlusstabelle Gruppe B | Abschlusstabelle Gruppe B | Abschlusstabelle Gruppe B | Abschlusstabelle Gruppe B | Abschlusstabelle Gruppe B |
| Platz                     | Name                      | MP                        | Pkte                      | Aufn.                     | GD                        | BED                       | HS                        |                           |
| ------------------------- | ------------------------- | ------------------------- | ------------------------- | ------------------------- | ------------------------- | ------------------------- | ------------------------- | ------------------------- |
| 1                         | Peter Volleberg           | 4:0                       | 400                       | 8                         | 50,00                     | 66,66                     | 138                       |                           |
| 2                         | Michael Mikkelsen         | 2:2                       | 298                       | 11                        | 27,09                     | 33,33                     | 107                       |                           |
| 3                         | Louis Edelin              | 0:4                       | 275                       | 9                         | 30,55                     | –                         | 145                       |                           |

| Abschlusstabelle Gruppe C | Abschlusstabelle Gruppe C | Abschlusstabelle Gruppe C | Abschlusstabelle Gruppe C | Abschlusstabelle Gruppe C | Abschlusstabelle Gruppe C | Abschlusstabelle Gruppe C | Abschlusstabelle Gruppe C | Abschlusstabelle Gruppe C |
| Platz                     | Name                      | MP                        | Pkte                      | Aufn.                     | GD                        | BED                       | HS                        |                           |
| ------------------------- | ------------------------- | ------------------------- | ------------------------- | ------------------------- | ------------------------- | ------------------------- | ------------------------- | ------------------------- |
| 1                         | Fabian Blondeel           | 4:0                       | 400                       | 7                         | 57,14                     | 100,00                    | 177                       |                           |
| 2                         | Dirk Peßarra              | 2:2                       | 225                       | 8                         | 28,12                     | 33,33                     | 102                       |                           |
| 3                         | Simon Dallenbach          | 0:4                       | 48                        | 11                        | 4,36                      | –                         | 13                        |                           |

| Abschlusstabelle Gruppe D | Abschlusstabelle Gruppe D | Abschlusstabelle Gruppe D | Abschlusstabelle Gruppe D | Abschlusstabelle Gruppe D | Abschlusstabelle Gruppe D | Abschlusstabelle Gruppe D | Abschlusstabelle Gruppe D | Abschlusstabelle Gruppe D |
| Platz                     | Name                      | MP                        | Pkte                      | Aufn.                     | GD                        | BED                       | HS                        |                           |
| ------------------------- | ------------------------- | ------------------------- | ------------------------- | ------------------------- | ------------------------- | ------------------------- | ------------------------- | ------------------------- |
| 1                         | Piet Adrichem             | 4:0                       | 400                       | 11                        | 36,36                     | 66,66                     | 131                       |                           |
| 2                         | Eric Castaner             | 2:2                       | 325                       | 21                        | 15,47                     | 15,38                     | 51                        |                           |
| 3                         | Fabien Canonne            | 0:4                       | 103                       | 16                        | 6,43                      | –                         | 30                        |                           |

| Abschlusstabelle Gruppe E | Abschlusstabelle Gruppe E | Abschlusstabelle Gruppe E | Abschlusstabelle Gruppe E | Abschlusstabelle Gruppe E | Abschlusstabelle Gruppe E | Abschlusstabelle Gruppe E | Abschlusstabelle Gruppe E | Abschlusstabelle Gruppe E |
| Platz                     | Name                      | MP                        | Pkte                      | Aufn.                     | GD                        | BED                       | HS                        |                           |
| ------------------------- | ------------------------- | ------------------------- | ------------------------- | ------------------------- | ------------------------- | ------------------------- | ------------------------- | ------------------------- |
| 1                         | Fabio Venditelli          | 4:0                       | 400                       | 28                        | 14,28                     | 18,18                     | 79                        |                           |
| 2                         | Pascal Freville           | 2:2                       | 28                        | 27                        | 10,37                     | 12,50                     | 74                        |                           |
| 3                         | Marc Daudignac            | 0:4                       | 232                       | 33                        | 7,03                      | –                         | 49                        |                           |

| Abschlusstabelle Gruppe F | Abschlusstabelle Gruppe F | Abschlusstabelle Gruppe F | Abschlusstabelle Gruppe F | Abschlusstabelle Gruppe F | Abschlusstabelle Gruppe F | Abschlusstabelle Gruppe F | Abschlusstabelle Gruppe F | Abschlusstabelle Gruppe F |
| Platz                     | Name                      | MP                        | Pkte                      | Aufn.                     | GD                        | BED                       | HS                        |                           |
| ------------------------- | ------------------------- | ------------------------- | ------------------------- | ------------------------- | ------------------------- | ------------------------- | ------------------------- | ------------------------- |
| 1                         | Carlos Tuset              | 4:0                       | 400                       | 14                        | 28,57                     | 33,33                     | 108                       |                           |
| 2                         | Thomas Nockemann          | 2:2                       | 329                       | 8                         | 41,12                     | 100,00                    | 155                       |                           |
| 3                         | Roger van Hoylandt        | 0:4                       | 257                       | 10                        | 25,70                     | –                         | 92                        |                           |

| Abschlusstabelle Gruppe G | Abschlusstabelle Gruppe G | Abschlusstabelle Gruppe G | Abschlusstabelle Gruppe G | Abschlusstabelle Gruppe G | Abschlusstabelle Gruppe G | Abschlusstabelle Gruppe G | Abschlusstabelle Gruppe G | Abschlusstabelle Gruppe G |
| Platz                     | Name                      | MP                        | Pkte                      | Aufn.                     | GD                        | BED                       | HS                        |                           |
| ------------------------- | ------------------------- | ------------------------- | ------------------------- | ------------------------- | ------------------------- | ------------------------- | ------------------------- | ------------------------- |
| 1                         | Ad Klijn                  | 4:0                       | 400                       | 15                        | 26,66                     | 40,00                     | 174                       |                           |
| 2                         | Daniel Abouaf             | 2:2                       | 275                       | 25                        | 11,00                     | 13,33                     | 46                        |                           |
| 3                         | Jacky Lasvaux             | 0:4                       | 145                       | 20                        | 7,25                      | –                         | 20                        |                           |

### Haupt-Qualifikation
| 1 | Fabian Blondeel | 4:0 | 500 | 8  | 62,50 | 83,33 | 236 |
| 2 | Jérôme Galerne  | 2:2 | 281 | 18 | 15,61 | 19,23 | 128 |
| 3 | Axel Büscher    | 0:4 | 259 | 16 | 16,18 | –     | 67  |

| 1 | Peter Volleberg     | 3:1 | 500 | 8  | 62,50 | 62,50 | 165 |
| 2 | Herman Onderka      | 2:2 | 416 | 13 | 32,00 | 27,77 | 108 |
| 3 | Michel van Silfhout | 1:3 | 475 | 13 | 36,53 | 62,50 | 138 |

| 1 | Piet Adrichem      | 4:0 | 500 | 10 | 50,00 | 62,50 | 151 |
| 2 | Rafael Garcia      | 2:2 | 287 | 11 | 26,09 | 50,00 | 103 |
| 3 | Francisco Fortiana | 0:4 | 260 | 13 | 20,00 | –     | 91  |

| 1 | Patrick Niessen | 4:0 | 500 | 3 | 166,66 | 250,00 | 250 |
| 2 | Marc Massé      | 2:2 | 251 | 8 | 31,37  | 35,71  | 143 |
| 3 | Carlos Tuset    | 0:4 | 360 | 9 | 40,00  | –      | 139 |

| 1 | Ad Klijn      | 4:0 | 500 | 23 | 21,73 | 27,77 | 91  |
| 2 | Michael Hikl  | 2:2 | 463 | 20 | 23,15 | 22,72 | 107 |
| 3 | Xavier Carrer | 0:4 | 338 | 25 | 13,52 | –     | 80  |

| 1 | Brahim Djoubri   | 4:0 | 500 | 13 | 38,46 | 50,00 | 92 |
| 2 | Xavier Gretillat | 2:2 | 367 | 19 | 19,31 | 22,72 | 80 |
| 3 | Fabio Venditelli | 0:4 | 229 | 16 | 14,31 | –     | 36 |

| 1 | Philippe Deraes | 4:0 | 500 | 14 | 35,71 | 62,50 | 207 |
| 2 | Arnim Kahofer   | 2:2 | 352 | 10 | 35,20 | 41,66 | 134 |
| 3 | Marek Faus      | 0:4 | 249 | 16 | 15,56 | –     | 53  |

## Hauptturnier

### Gruppenphase
| Abschlusstabelle Gruppe A | Abschlusstabelle Gruppe A | Abschlusstabelle Gruppe A | Abschlusstabelle Gruppe A | Abschlusstabelle Gruppe A | Abschlusstabelle Gruppe A | Abschlusstabelle Gruppe A | Abschlusstabelle Gruppe A |
| Platz                     | Name                      | MP                        | Pkt.                      | Aufn.                     | GD                        | BED                       | HS                        |
| ------------------------- | ------------------------- | ------------------------- | ------------------------- | ------------------------- | ------------------------- | ------------------------- | ------------------------- |
| 1                         | Brahim Djoubri            | 6:0                       | 900                       | 8                         | 112,50                    | 300,00                    | 300                       |
| 2                         | Piet Adrichem             | 4:2                       | 631                       | 14                        | 45,07                     | 75,00                     | 207                       |
| 3                         | Stephan Horvath           | 1:5                       | 504                       | 11                        | 45,82                     | 50,00                     | 112                       |
| 4                         | Peter Volleberg           | 1:5                       | 589                       | 17                        | 34,65                     | 50,00                     | 126                       |

| Abschlusstabelle Gruppe B | Abschlusstabelle Gruppe B | Abschlusstabelle Gruppe B | Abschlusstabelle Gruppe B | Abschlusstabelle Gruppe B | Abschlusstabelle Gruppe B | Abschlusstabelle Gruppe B | Abschlusstabelle Gruppe B |
| Platz                     | Name                      | MP                        | Pkt.                      | Aufn.                     | GD                        | BED                       | HS                        |
| ------------------------- | ------------------------- | ------------------------- | ------------------------- | ------------------------- | ------------------------- | ------------------------- | ------------------------- |
| 1                         | Fabian Blondeel           | 6:0                       | 900                       | 8                         | 112,50                    | 300,00                    | 300                       |
| 2                         | Philippe Deraes           | 4:2                       | 803                       | 18                        | 44,61                     | 60,00                     | 147                       |
| 3                         | Patrick Niessen           | 2:4                       | 502                       | 18                        | 27,89                     | 25,00                     | 114                       |
| 4                         | Ad Klijn                  | 0:6                       | 370                       | 20                        | 18,50                     | –                         | 104                       |

### KO-Phase
|  | Halbfinale      | Halbfinale | Halbfinale | Halbfinale | Halbfinale | Halbfinale |                 |                 | Finale | Finale | Finale | Finale | Finale | Finale |
|  |                 |            |            |            |            |            |                 |                 |        |        |        |        |        |        |
|  |                 | MP         | Pkte.      | Aufn.      | ED         | HS         |                 |                 |        |        |        |        |        |        |
|  |                 | MP         | Pkte.      | Aufn.      | ED         | HS         |                 |                 |        |        |        |        |        |        |
|  | Brahim Djoubri  | 0          | 73         | 4          | 18,25      | 47         |                 |                 |        |        |        |        |        |        |
|  | Brahim Djoubri  | 0          | 73         | 4          | 18,25      | 47         |                 | MP              | Pkte.  | Aufn.  | ED     | HS     |        |        |
|  | Philippe Deraes | 2          | 300        | 4          | 75,00      | 252        |                 | MP              | Pkte.  | Aufn.  | ED     | HS     |        |        |
|  | Philippe Deraes | 2          | 300        | 4          | 75,00      | 252        | Philippe Deraes | 0               | 151    | 8      | 18,88  | 110    |        |        |
|  |                 | MP         | Pkte.      | Aufn.      | ED         | HS         | Philippe Deraes | 0               | 151    | 8      | 18,88  | 110    |        |        |
|  |                 | MP         | Pkte.      | Aufn.      | ED         | HS         |                 | Fabian Blondeel | 2      | 300    | 8      | 37,50  | 114    |        |
|  | Fabian Blondeel | 2          | 300        | 5          | 60,00      | 133        |                 | Fabian Blondeel | 2      | 300    | 8      | 37,50  | 114    |        |
|  | Fabian Blondeel | 2          | 300        | 5          | 60,00      | 133        |                 |                 |        |        |        |        |        |        |
|  | Piet Adrichem   | 0          | 288        | 5          | 57,60      | 93         |                 |                 |        |        |        |        |        |        |
|  | Piet Adrichem   | 0          | 288        | 5          | 57,60      | 93         |                 |                 |        |        |        |        |        |        |

## Abschlusstabelle
| MP    | Match Points (Sieger = 2; Unentschieden = 1; Verlierer = 0) |
| Pkte. | Erzielte Karambolagen                                       |
| Aufn. | Benötigte Versuche                                          |
| GD    | Generaldurchschnitt                                         |
| BED   | Bester Einzeldurchschnitt eines Spielers                    |
| HS    | Höchstserie                                                 |
|       | Bester GD des Turniers                                      |
|       | Bester ED des Turniers                                      |
|       | Beste HS des Turniers                                       |
|       | 1. Platz (Gold)                                             |
|       | 2. Platz (Silber)                                           |
|       | 3. Platz (Bronze)                                           |

| Phase                                | Platz | Name            | MP   | Pkt. | Aufn. | GD    | BED    | HS  |
| ------------------------------------ | ----- | --------------- | ---- | ---- | ----- | ----- | ------ | --- |
| Finale                               | 1     | Fabian Blondeel | 10:0 | 1500 | 21    | 71,42 | 300,00 | 300 |
| Finale                               | 2     | Philippe Deraes | 6:4  | 1254 | 30    | 41,80 | 75,00  | 252 |
| Halb- finale                         | 3     | Brahim Djoubri  | 6:2  | 973  | 12    | 81,08 | 300,00 | 300 |
| Halb- finale                         | 3     | Piet Adrichem   | 4:4  | 919  | 19    | 48,36 | 75,00  | 207 |
| Gruppen- phase                       | 5     | Patrick Niessen | 2:4  | 502  | 18    | 27,88 | 25,00  | 114 |
| Gruppen- phase                       | 6     | Stephan Horvath | 1:5  | 504  | 11    | 45,82 | 50,00  | 112 |
| Gruppen- phase                       | 7     | Peter Volleberg | 1:5  | 589  | 17    | 34,65 | 50,00  | 126 |
| Gruppen- phase                       | 8     | Ad Klijn        | 0:6  | 370  | 20    | 18,50 | –      | 104 |
| Turnierdurchschnitt: Endrunde: 44,66 |       |                 |      |      |       |       |        |     |